# Labatmale
Labatmale (okzitanisch: La Vatmala) ist eine französische Gemeinde mit 258 Einwohnern (Stand: 1. Januar 2022) im Département Pyrénées-Atlantiques in der Region Nouvelle-Aquitaine (vor 2016: Aquitanien). Sie gehört zum Arrondissement Pau und ist Teil des Kantons Vallées de l’Ousse et du Lagoin (bis 2015: Kanton Pontacq).

## Geografie
Labatmale liegt etwa 21 Kilometer südöstlich von Pau am Fuß der Pyrenäen. Umgeben wird Labatmale von den Nachbargemeinden Bénéjacq im Norden und Westen, Pontacq im Osten sowie Saint-Vincent im Süden.

## Bevölkerungsentwicklung
| 1962                      | 1968 | 1975 | 1982 | 1990 | 1999 | 2006 | 2013 |
| ------------------------- | ---- | ---- | ---- | ---- | ---- | ---- | ---- |
| 195                       | 188  | 199  | 208  | 212  | 203  | 244  | 249  |
| Quelle: Cassini und INSEE |      |      |      |      |      |      |      |

## Sport
Im Jahr 2025 soll die Tour de France auf der 12. Etappe durch die Gemeinde Labatmale führen. Auf der D936 soll mit der Côte de Labatmale (470 m) eine Bergwertung der 4. Kategorie abgenommen werden. Insgesamt weist der Anstieg auf einer Länge von 1300 Metern eine durchschnittliche Steigung von 6,3 % auf.

## Sehenswürdigkeiten
- Kirche Saint-Sébastien, Anfang des 18. Jahrhunderts erbaut

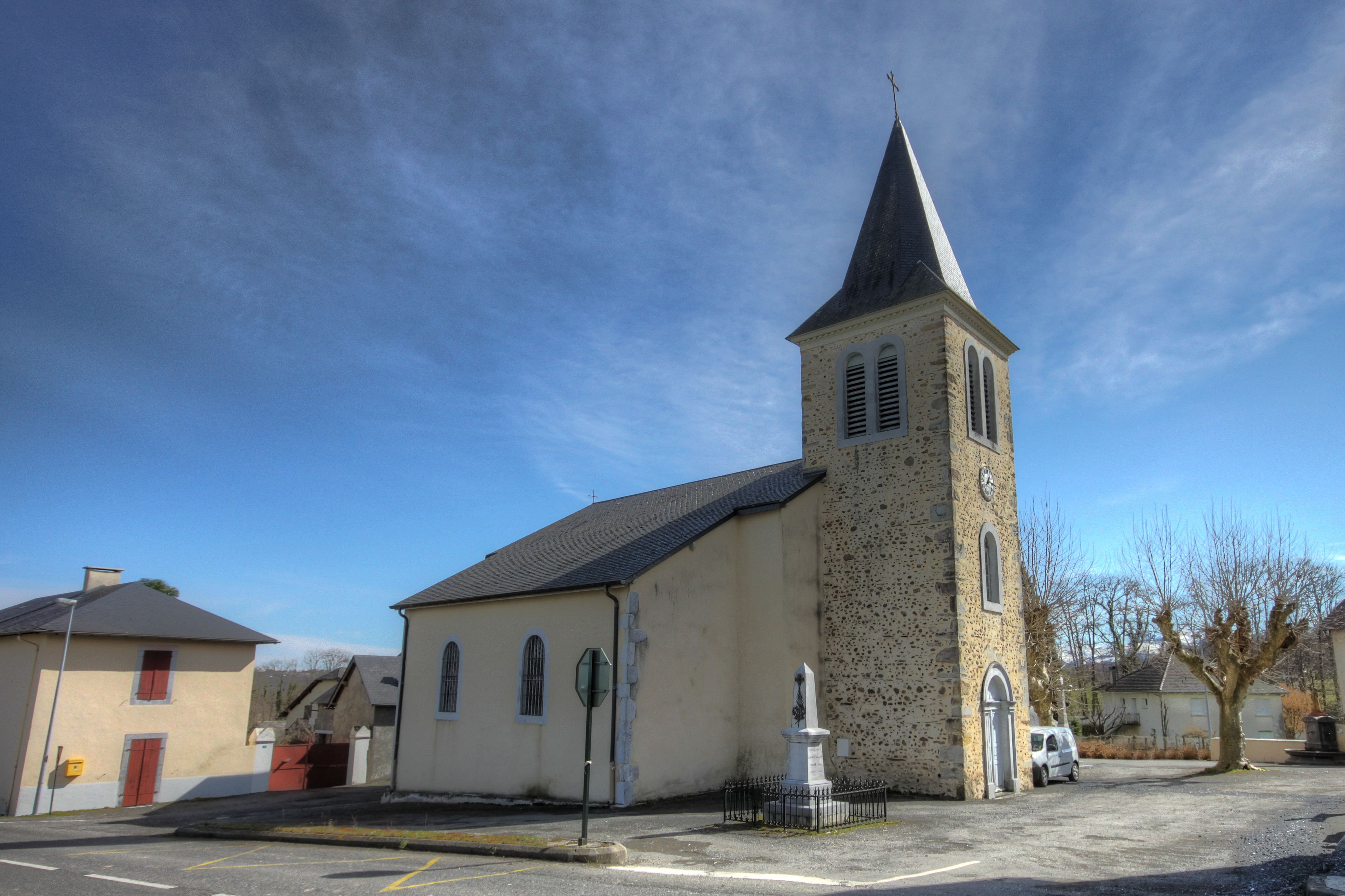
Kirche Saint-Sébastien